# 神さまと偽装カップルはじめました
『神様と偽装カップルはじめました』（かみさまとぎそうカップルはじめました）は、小森チヒロによる日本の漫画作品。ちゃお公式サイト『ちゃおプラス』にて毎月第1、第3水曜日連載中。
話のタイトルは主人公と神様がカップルでするシチュエーションするごとに「○○なんだよー」とつけられる。

## ストーリー
日野崎 詠（ひのさき よみ）は神社の一人娘の中学生。縁結びの神様が祀られているこの神社を愛しているものの、神社の人気がなく、口コミで縁切り神社と誤解される始末。詠はそんな神社をなんとかして（足りない自分の小遣いも兼ねて）立て直そうと思案していた。ある日、神社を掃除しようと社中を開けるとそこには真新しい家電に囲まれたワンルーム空間とくつろぐ不思議な身なりをした青年男性が現れた。悲鳴を上げる詠に青年男性は自分のことが見えるのか尋ね、自分は縁結びの神様（以下神様）だと明かした。神様は一通り自分が神であると証明すると、詠は神社の人気がなく困っていることを明かした。しかし神様は「今時、恋愛ばかりが人生じゃないでしょ?むしろ人が来なくなったことは神様に頼らなくても自立できるんじゃないか?」とあっけらかんとしていた。実は縁結びの神様は面倒くさがり屋事なかれ主義者。仕事は見守ることしかできず、むしろ力が弱まり過ぎて誰からも見られる存在になっていたのだ。詠は「そんなの嫌だ」とショックを受け泣き出す始末。困惑した神様は思案した結果恩返しのため、神社の魅力度アップに協力することを決めたのだった。しかし、詠からは SNSのアカウント上でカップルを演じる  「偽装カップル作戦｣を提案される。

## 登場人物
日野崎詠（ひのさき こよみ）
声−原田彩楓 (ボイスコミック版)
縁結び神社の娘。喜怒哀楽がはっきり、物言いも正直に話す真面目な中学生。両親が神職ゆえ、清貧を志しているが、本人は物欲が強く日々の金欠を感じている。神社が縁結び神社なのに縁切り神社とでまかせを受けられ参拝客が減り、賽銭が減り、お小遣いが減少していることを危惧している。神様と偽装カップルを演じているものの、父親以外の異性に会ったことがなく、事あるシチュエーションごとに赤面する。最近嘘泣きが得意になっている。
縁結びの神様
声−古畑恵亮 (ボイスコミック版)
和洋折衷の服装を着た灰髪翠目の詠と同年代の男性の姿をした神様。本当に神様なのだが、面倒くさがり屋の事なかれ主義の結果、神社の人気を落とした張本人。そのため物を浮かせること以外は普通のひと状態になっているが本人は社中を改造して最新家具を操作したり、趣味のピップホップ音楽を流したりするなど現状を楽しんでいる。詠と偽装カップルを演じているものの、演技は苦手。猫嫌いを克服したが、肝心の猫には好かれてない。最近詠のことが気になっており、詠にまとわりつく男子を追い払う等嫉妬心を表している。
柏木 (かしわぎ)
詠の隣のクラスの男子生徒。以前、神社に赴き「彼女がほしい」と参拝し、神様のことも知っている。詠のことが好きだが、ハロウィンにて神様と付き合っているとショックを受け勘違いしている。
青野　文緒　（あおの　ふみお）
女性の゙人気スポットで口コミランキング1位の゙縁結び神社の゙娘。詠の゙神社よりも比べようのないくらい敷地は広く、飲食ペースやフォトスポットもあるが、課金はテーマパーク並みにえぐい。常に敬語口調で、髪型もツーサイドアップに団子頭をしている。最初は詠をスパイだと思っていたが、後に神様と詠の゙インスタを見て、尊くなりファンになった。実はミカのことが好きだが、本人が振り向いておらず、尚且つ長命であることがネックで側にいられることが嬉しい反面で詠と神様の゙カップルが羨ましく思い気持ちが鬱屈していた。
ミカ
神社に参拝する女子たちを虜にするイケメン神主。その正体は文緒の神社の゙縁結びの神様。長髪、切れ長の目をしたイケメンだが、生粋の女たらしでよくナンパをしておりよく文緒に怒られる。詠の゙神様とは旧知の仲で兄貴分（ミカのほうが年上）として慕っていたが、ミカがモテ過ぎるあまり告白されまくっていた。その度に詠の神さまと答えてしまっていたため女性陣からひんしゅく買われてしまったことがトラウマとなりあまり快く思っていない。

## 書誌情報
- 小森チヒロ『神さまと偽装カップルはじめました』小学館〈ちゃおコミックス〉、既刊6巻（2025年3月26日現在）
  1. 2022年7月1日発売[1]、ISBN 978-4-09-871624-1
  2. 2023年1月26日発売[6]、ISBN 978-4-09-872004-0
  3. 2023年6月26日発売[7]、ISBN 978-4-09-872133-7
  4. 2023年12月26日発売[8]、ISBN 978-4-09-872436-9
  5. 2024年7月25日発売[9]、ISBN 978-4-09-872741-4
  6. 2025年3月26日発売[10]、ISBN 978-4-09-873039-1